# (1383) Limburgia
(1383) Limburgia ist ein Asteroid des Hauptgürtels, der am 9. September 1934 vom niederländischen Astronomen Hendrik van Gent in Johannesburg entdeckt wurde.
Der Name des Asteroiden ist von der lateinischen Bezeichnung der niederländischen und belgischen Provinzen Limburg abgeleitet.